# Scuola navale militare "Francesco Morosini"
La Scuola navale militare "Francesco Morosini" è un istituto di formazione della Marina Militare aperto a entrambi i sessi, con sede a Venezia, fondato il 2 ottobre 1961.

## La storia
La scuola navale militare "Francesco Morosini" nacque nel 1937 con la denominazione di "Collegio Navale della Gioventù Italiana del Littorio", con lo scopo del regime fascista di formare i giovani per le attività militari e marinaresche e prepararli ad essere arruolati nella Regia Marina.
Successivamente, però, l'8 settembre 1943 gli edifici della Scuola vennero requisiti dalla Marina da guerra della Germania e furono occupati dalla Xª Flottiglia MAS, fino alla loro resa, avvenuta il 30 aprile 1945.
Nello stesso anno il Collegio Navale fu chiuso come conseguenza del trattato di pace che prevedeva l'attività soltanto di una Scuola Militare in Italia: a questo scopo, infatti, fu lasciata aperta la Scuola militare "Nunziatella" e vennero chiusi, oltre al Navale di Venezia, il Collegio Navale di Brindisi e i Collegi militari di Roma e Milano. Così, gli edifici della scuola vennero sfruttati dalla Scuola sottufficiali della Marina fino al 1961, quando, con il Foglio d'Ordine n.72 del 6 settembre 1961, il Collegio fu riaperto, prendendo il nome dal doge Francesco Morosini, detto Il Peloponnesiaco per le conquiste che garantì alla Serenissima (un busto del condottiero e doge Morosini è esposto nell'ingresso della struttura che sorge sulla estrema punta orientale di Venezia, sull'isola di Sant'Elena). 
Dal 5 gennaio 1998 il Collegio ha assunto lo status di Scuola Militare, cambiando la denominazione in quella attuale.

### La costruzione della Scuola Professionale per Marinaretti
Nel 1936 l’Opera Nazionale Balilla commissiona agli architetti Francesco Mansutti e Gino Miozzo la costruzione della Scuola Professionale per Marinaretti, che avrebbe dovuto accogliere i giovani della Nave Scuola Scilla prossima al disarmo. All'apertura del cantiere nel 1936, venne prelevata una pietra dall’antico Arsenale e posta alla presenza delle autorità locali e dell’ammiraglio Francesco Ferdinando di Savoia, duca di Genova.
Venne inaugurata nel 1937 alla presenza di Giuseppe Bottai, ministro dell’Educazione, con la denominazione di Collegio Navale della Gioventù Italiana del Littorio, con lo scopo del regime fascista di formare i giovani per le attività militari e marinaresche e prepararli a essere arruolati nella Regia Marina e avviati all’Accademia Navale di Livorno. .
Sulla facciata sud-est dell’edificio, rivolta verso il bacino di Sant'Elena, si leggeva la scritta: Il nostro destino è stato e sempre sarà sul mare e non il tradizionale motto delle caserme d’Italia Patria Onore.
La Scuola navale Militare "Francesco Morosini" riprende, seppur con numerose interruzioni e cambi di sede, una tradizione plurisecolare che era nata già con il "Collegio dei giovani nobili", in cui venivano educati i giovani veneziani nell'epoca di massimo splendore della Serenissima. 
Successivamente, Venezia conobbe un altro Collegio Militare, quello di Sant'Anna, nel quale studiò il celebre ammiraglio austriaco Guglielmo von Tegetthoff, artefice della sconfitta navale italiana di Lissa, avvenuta nel 1866, nel corso della terza guerra di indipendenza.

### Onorificenze
Il 4 maggio 2002, durante una solenne cerimonia tenutasi in Piazza San Marco, la Scuola Navale ha ricevuto dalle mani del Capo dello Stato, Carlo Azeglio Ciampi, la bandiera di guerra, simbolo dell'acquisito status militare. Va comunque precisato che già prima di tale riconoscimento ufficiale il Collegio navale era impostato su canoni di disciplina e contegno tipicamente militari.
Vi sono stati altri due giuramenti solenni tenutisi in Piazza San Marco: uno nel 2012 e l'altro nel 2022, entrambi al cospetto del presidente della Repubblica rispettivamente Giorgio Napolitano e Sergio Mattarella.
La Scuola Navale Francesco Morosini detiene inoltre il record di vittorie dei Giochi Sportivi Interscuole Militari, pari a 4.
Gli allievi, infatti, hanno vinto le edizioni del 2011, 2013, 2019 e 2023.

## La Scuola navale oggi

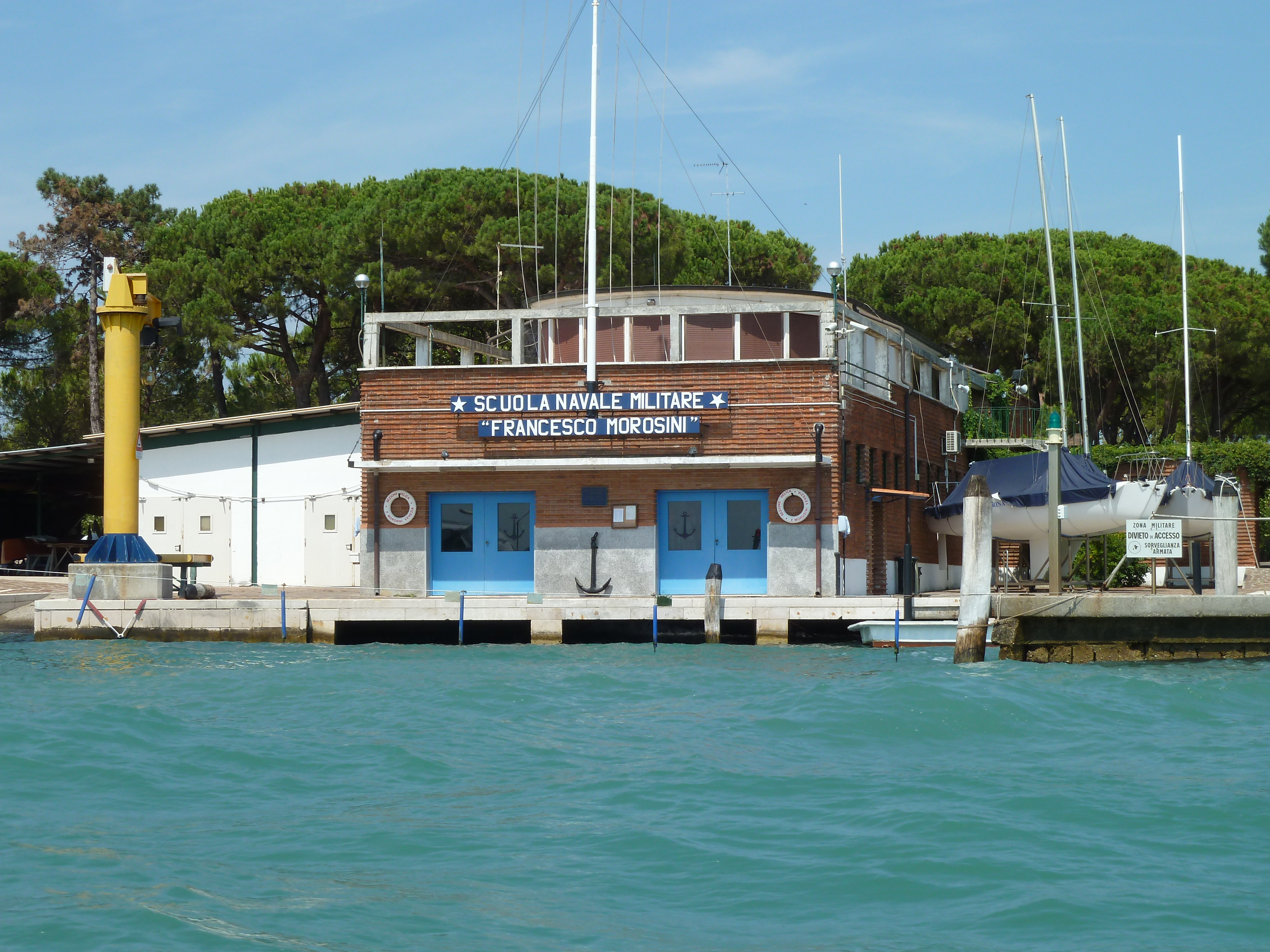

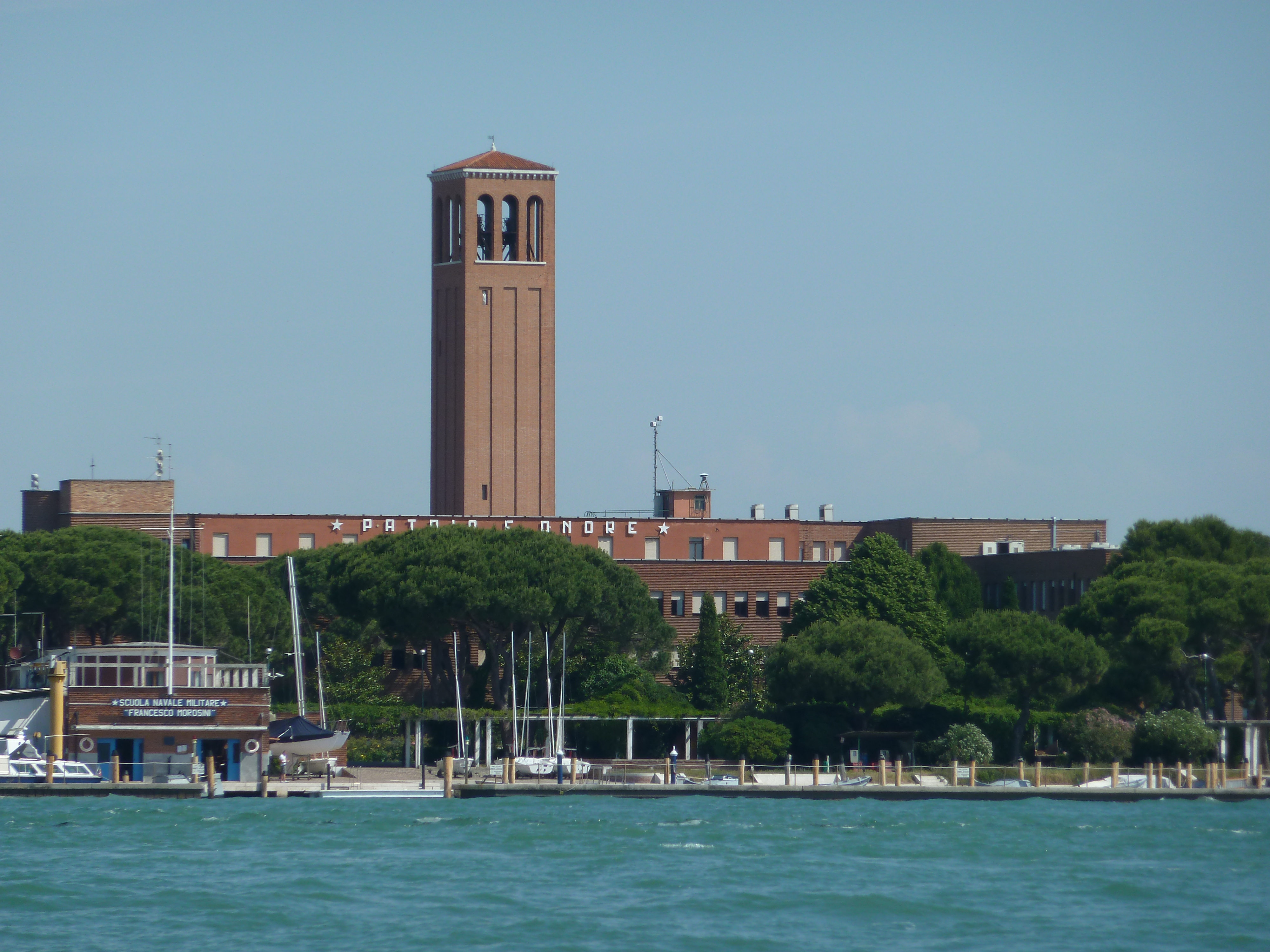

La struttura della Scuola Navale occupa un'area di circa 47.000 m2 che prende l'angolo sud-orientale dell'isola di Sant'Elena, a poca distanza dalla chiesa omonima e in prossimità dallo Stadio Pier Luigi Penzo; si affaccia sulla laguna a est verso il Lido di Venezia e a sud verso il Bacino San Marco. Gli edifici coprono una superficie di circa 5.000 metri quadrati con una cubatura di 22.800 metri cubi.
La Scuola possiede:
- una biblioteca, con capacità di 3.000 volumi;
- un'aula magna
- un'aula multimediale;
- laboratori di chimica e fisica;
- un museo di scienze naturali;
- un'aula di disegno;
- un'aula hobby dotata di computer;
- un'aula convegno dotata di tavoli da ping pong, biliardo e calcio balilla;
- 3 aule TV;
- un'aula di musica.

Per le attività sportive gli allievi hanno a disposizione:
- una Sezione Velica, che organizza il Campionato Nazionale di Classe Tridente 16 e 14, aperto a velisti, equipaggi di scuole superiori oltre che agli allievi del Morosini (vela, canottaggio, voga veneta);
- un campo da calcio (con pista d'atletica);
- una pista per il salto in lungo
- zona per salto in alto
- 2 campi da tennis;
- 2 campi da pallacanestro;
- un campo da pallavolo;
- una palestra;
- una sala pesi.

Le camerette, inoltre, sono composte da tre, quattro o cinque posti letto e sono dotate, per ciascun allievo di un armadio, una scrivania per lo studio e in ogni cameretta è presente un bagno con lavandini e due docce.
L'Associazione Nazionale degli Ex Allievi della Scuola Navale Francesco Morosini, denominata Asssomorosini, opera con lo scopo di mantenere i contatti e di raccogliere le informazioni relative a tutti coloro che hanno frequentato la Scuola dalla sua fondazione a tutto oggi. Ad esempio, sono molto interessanti le interviste rilasciate dagli ex-allievi a Radio Morosini perché spaziano dalla ricerca oncologica alla politica internazionale, dalla moda alla tecnologia avanzata.

## Ordinamento e studi
Il Morosini è una scuola secondaria di secondo grado, dove si svolgono gli ultimi tre anni del liceo scientifico e classico, secondo le direttive e i programmi ministeriali. Può essere frequentata previo superamento di una selezione mediante concorso.
La formazione scolastica costituisce una preparazione pre-universitaria.
Oltre alla didattica, gli allievi si cimentano in varie discipline sia marinaresche, come vela, canottaggio, nuoto, voga veneta, che sportive in genere.
In campo militare, una delle destinazioni successive per i frequentatori dell'istituzione è quella dell'Accademia navale di Livorno, di cui la scuola mutua l'organizzazione, pur con numerose varianti che la rendono adatta ai giovani allievi.

### Corsi

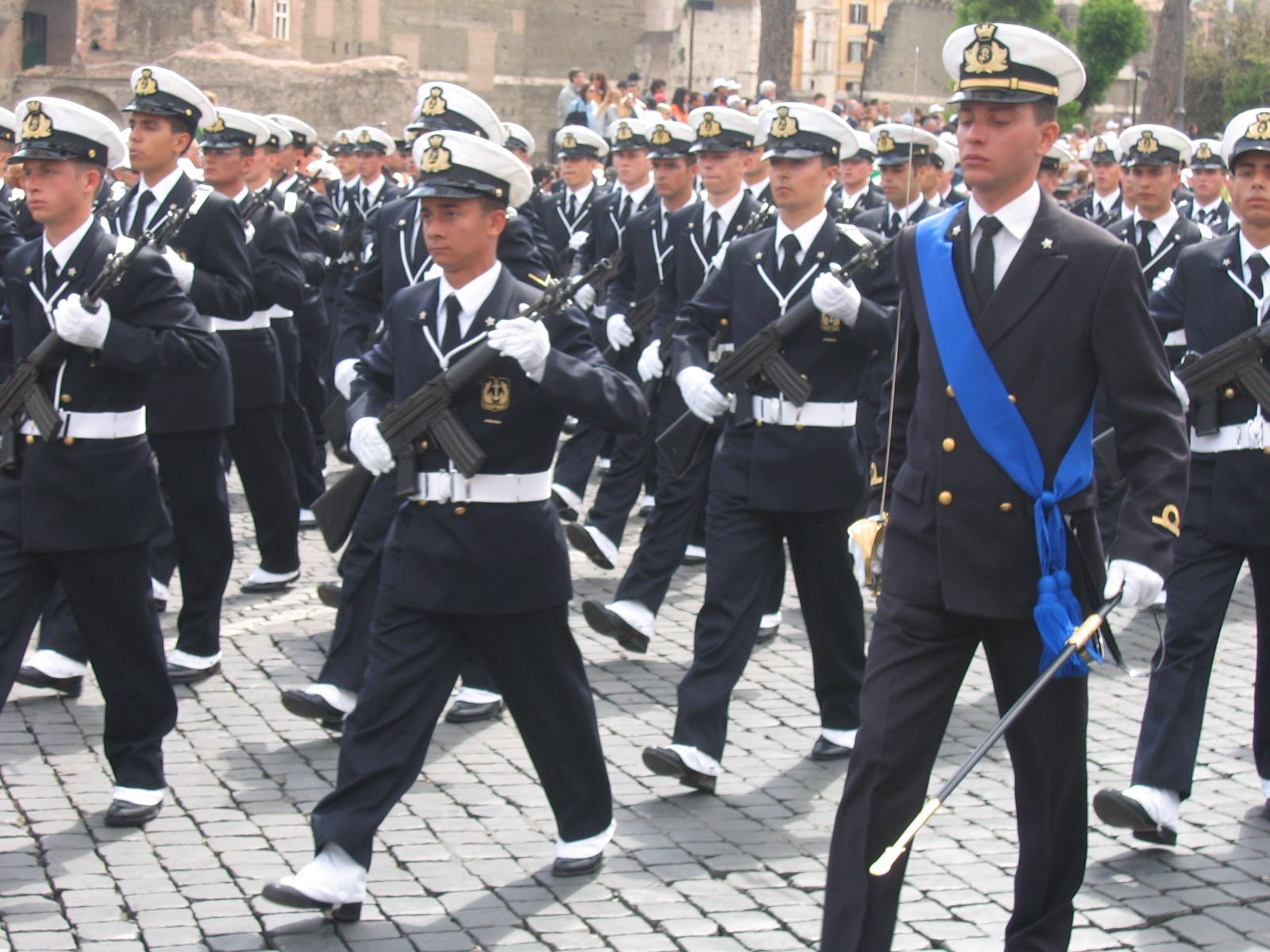
Alcuni studenti della Scuola alla parata del 2 giugno 2006 ai Fori Imperiali.

I Corsi attualmente all'interno dell'istituto sono: il Primo Corso Aeneas Comandato dal Tenente di Vascello Giuseppe Melluso, il Secondo Corso Uranos con al Comando il Capitano di Corvetta Francesco Mercone, e infine il Terzo Corso Virtus che, alla fine di questo anno scolastico svolgerà l'esame di maturità, Comandato dal Capitano di Corvetta Antonio Giulio Mazzola.

### Giornata tipo e vita degli allievi

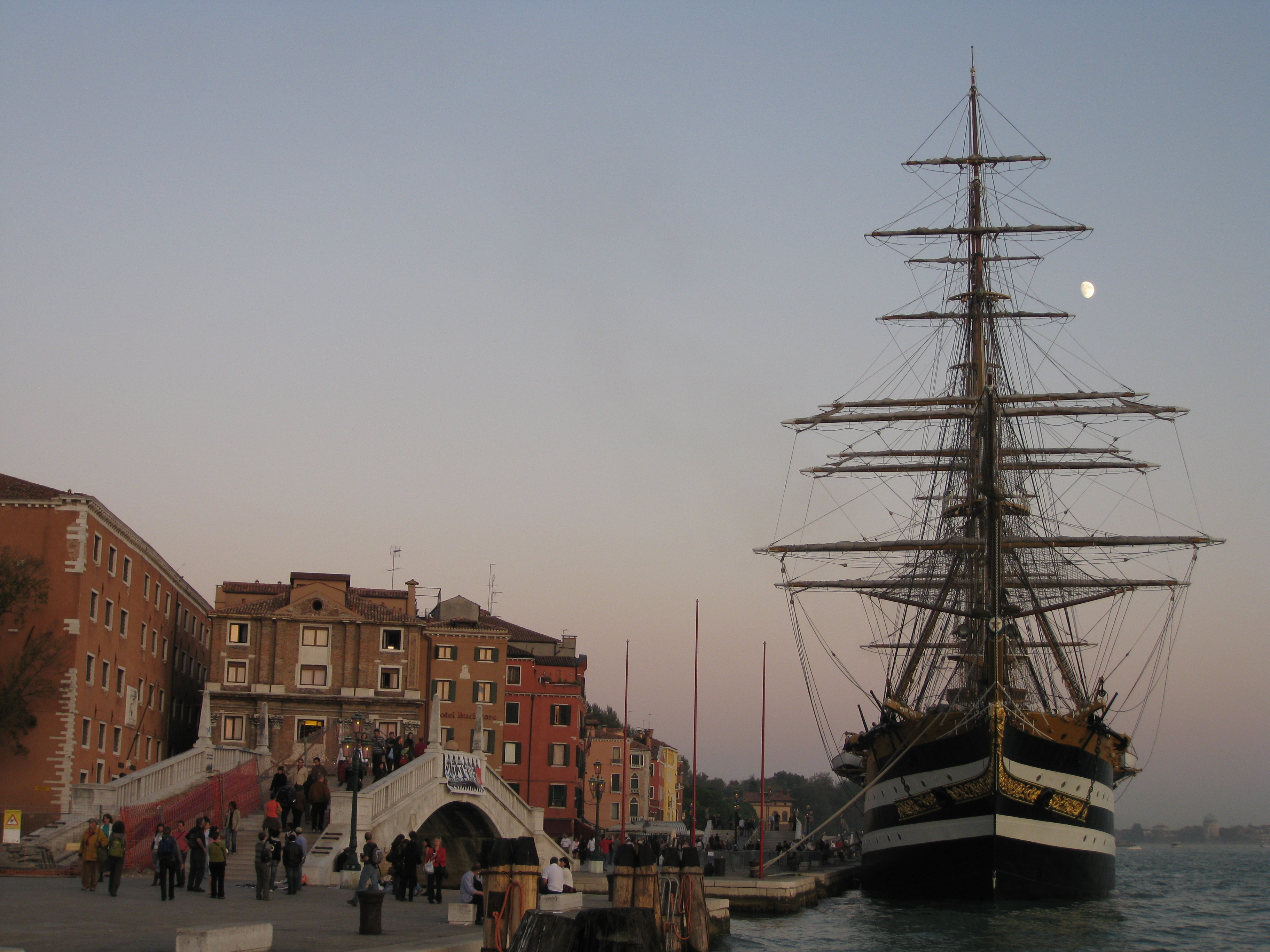
LAmerigo Vespucci a Venezia nel 2008

La giornata dell'allievo al Morosini inizia alle 06:25, con la sveglia e le pratiche mattinali, la colazione e l'alzabandiera tutti i giorni alle 7:30 e di domenica alle 8:00. Alle 7:45 hanno inizio in aula le lezioni, che possono durare al massimo fino alle 13:45. Dopo pranzo ha luogo l'assemblea meridiana che si svolge alle 14:30, momento chiave della giornata, in cui vengono lette le sanzioni disciplinari e vengono date disposizioni sull'attività giornaliere da svolgere. Dalle 14:50 alle 16:40 gli allievi compiono attività sportive, dunque possono praticare tennis, calcio, pallacanestro, nuoto, atletica, vela, canottaggio, voga veneta. Alle 17:05 iniziano le 3 ore di studio obbligatorio, con un intervallo di 10 minuti dalle 18:50 alle 19:00. Alle 20:00 è servita la cena, al termine della quale gli allievi hanno a disposizione del tempo per la ricreazione fino alle 22:15 o, se puniti, per lo studio obbligatorio successivamente si svolge l'assemblea serale. Alle 22:45 suona il silenzio e si va a dormire. Su richiesta è possibile usufruire di studio facoltativo serale e notturno. Il giovedì pomeriggio, il sabato pomeriggio e l'intera domenica gli allievi possono usufruire della franchigia se non sono puniti.
In inverno, gli allievi del 1º corso svolgono una settimana di ambientamento montano sulla neve per completare l'addestramento militare, mentre quello marinaresco è garantito agli allievi del 1º e 2º corso dalla campagna d'istruzione estiva, a bordo delle navi scuola della forza armata, tra cui il veliero Amerigo Vespucci, il brigantino Palinuro, nave San Marco e nave Etna, Nave San Giusto. Nello stesso periodo, gli allievi al 3º Corso si preparano a sostenere la maturità e hanno inoltre la possibilità di conseguire la patente nautica italiana.